# Plat d'étain
 (avril 2021).
Si vous disposez d'ouvrages ou d'articles de référence ou si vous connaissez des sites web de qualité traitant du thème abordé ici, merci de compléter l'article en donnant les références utiles à sa vérifiabilité et en les liant à la section « Notes et références ».
Le plat d'étain est une  figurine de collection en deux dimensions dont la gravure en creux suggère le relief ; le rendu des détails anatomiques et vestimentaires est réalisé sur les deux faces. 

## Description et historique

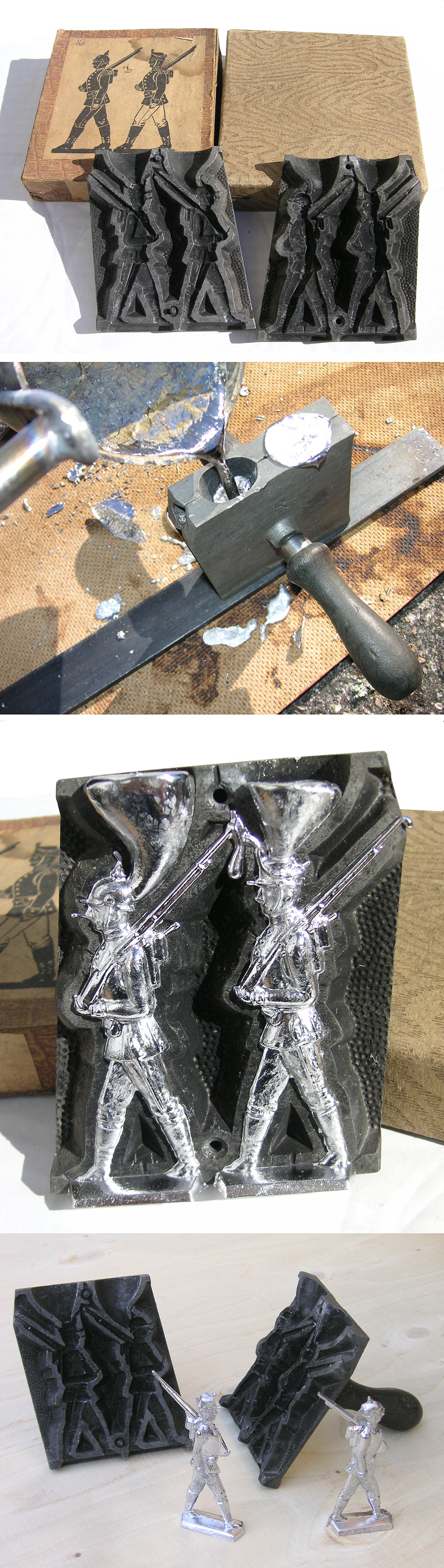
Moulage d'un plat d'étain.

Le plat d'étain n'est pas plat, il y a un socle appelé « la tranche » sur lequel figure généralement les noms du dessinateur, du graveur et de l'éditeur. Celui-ci est ensuite mis en valeur par différentes techniques de peintures. Ces figurines sont coulées en alliage à base d'étain. La taille la plus répandue est le 30 mm.
Les plats d'étain sont apparus au XVIIIe siècle à Nuremberg et furent longtemps une spécialité des fondeurs allemands (les Zinnfiguren). Ce type de figurines historiques reste d'ailleurs très populaire en Allemagne où se trouvent encore la plupart des fabricants.
Les armées du Premier Empire constituent la pièce maîtresse de la collection mais le catalogue du fabricant couvre également la période de l'Antiquité, du Moyen Âge, de l'Ancien Régime, de la Révolution, du Second Empire notamment avec de belles séries sur les cantinières et les chasses. La vénerie actuelle est également traitée avec une série de très belle facture. La plupart des figurines font 30 mm de haut. Une série de rois et reines de France en 54 mm (taille standard des rondes-bosses) dessinée par Lucien Rousselot (qui fut peintre de l'armée) a été éditée dans les années 1980.

## Musées
Divers musées consacrés aux plats d'étain existent en France, en Allemagne et en Suisse.

### France
- Musée de la Figurine de (de) visite du musée.

### Allemagne
- Deutsches Zinnfigurenmuseum Plassenburg (Kulmbach) -(de) site du musée
- Écomusée Roscheider Hof

### Suisse
- Zinnfiguren Museum Zurich